# Ля Ру Туранжель 2024
22-й выпуск  Ля Ру Туранжель — шоссейной однодневной велогонки по дорогам Франции. Гонка прошла 24 марта 2024 года в рамках Европейского тура UCI 2024 (категория 1.1) и Кубка Франции. Победу одержал французский велогонщик Джейсон Тессон.

## Участники
На участие в гонке заявлено 19 команд: 5 команд категории UCI WorldTeam, 7 команд категории UCI ProTeams и 7 континентальных.
| UCI WorldTeams (5)- Arkéa-B&B Hotels - Cofidis - Decathlon-AG2R La Mondiale - Groupama-FDJ - Intermarché-Wanty UCI ProTeams (7)- Equipo Kern Pharma - Euskaltel-Euskadi - Q36.5 Pro Cycling Team - Team Novo Nordisk - TotalEnergies - Uno-X Mobility - VF Group-Bardiani CSF-Faizané UCI Continental Teams (6)- CIC U Nantes Atlantique - Myvelo Pro Cycling Team - Nice Métropole Côte d'Azur - Saint Michel-Mavic-Auber 93 - Soudal Quick-Step Devo Team - Van Rysel-Roubaix |
| |

## Маршрут
Трасса имеет на несколько горных участков больше, чем в прошлом году, хотя многие из тех, с которыми гонщики столкнутся на 200 километрах между Декартом и Туром, будут довольно короткими и не особенно сложными. В любом случае, у спринтеров будет возможность влиять на ситуацию, хотя финишный спринт может состоять из группы в 30-40 гонщиков, как это произошло в 2023 году.

## Ход гонки
Гонка была остановлена за 47 километров до финиша из-за массового падения практически всего пелотона, который преследовал тогда сбежавших Диллона Коркери, Сэмюэля Леру и Нильс Дризен. За 15 километров до финиша пелотон перегруппировался перед атакой Валентина Ретайо. В финишном спринте Джейсон Тессон выдержал яростный спринт фаворита Гербена Тийссена, который упал на последних метрах, и стал первым.

## Результаты
| \| Генеральная классификация \| Генеральная классификация \| Генеральная классификация \| Генеральная классификация \| Генеральная классификация \| \| Гонщик \| Гонщик \| Команда \| Время \| \| \| ------------------------- \| ------------------------- \| ----------------------------- \| ------------------------- \| ------------------------- \| \| 1-й \| Джейсон Тессон \| TotalEnergies \| 4ч 41' 22 \| \| \| 2-й \| Гербен Тейссен \| Intermarché-Wanty \| + 0 \| \| \| 3-й \| Йенте Бирманс \| Arkéa-B&B Hotels \| + 0 \| \| \| 4-й \| Рори Таунсенд \| Q36.5 Pro Cycling Team \| + 0 \| \| \| 5-й \| Клеман Вентурини \| Arkéa-B&B Hotels \| + 0 \| \| \| 6-й \| Эмануэль Морин \| Van Rysel-Roubaix \| + 0 \| \| \| 7-й \| Энрико Дзанончелло \| VF Group-Bardiani CSF-Faizanè \| + 0 \| \| \| 8-й \| Франсиско Гальван \| Equipo Kern Pharma \| + 0 \| \| \| 9-й \| Матиаш Копецкий \| Team Novo Nordisk \| + 0 \| \| \| 10-й \| Paul Hennequin \| Nice Métropole Côte d'Azur \| + 0 \| \| |                    |                               |           |
| |                    |                               |           |
| Источник: ProCyclingStats |                    |                               |           |
| Генеральная классификация |                    |                               |           |
| Гонщик | Гонщик             | Команда                       | Время     |
| 1-й | Джейсон Тессон     | TotalEnergies                 | 4ч 41' 22 |
| 2-й | Гербен Тейссен     | Intermarché-Wanty             | + 0       |
| 3-й | Йенте Бирманс      | Arkéa-B&B Hotels              | + 0       |
| 4-й | Рори Таунсенд      | Q36.5 Pro Cycling Team        | + 0       |
| 5-й | Клеман Вентурини   | Arkéa-B&B Hotels              | + 0       |
| 6-й | Эмануэль Морин     | Van Rysel-Roubaix             | + 0       |
| 7-й | Энрико Дзанончелло | VF Group-Bardiani CSF-Faizanè | + 0       |
| 8-й | Франсиско Гальван  | Equipo Kern Pharma            | + 0       |
| 9-й | Матиаш Копецкий    | Team Novo Nordisk             | + 0       |
| 10-й | Paul Hennequin     | Nice Métropole Côte d'Azur    | + 0       |